# Historie Davis Cupu

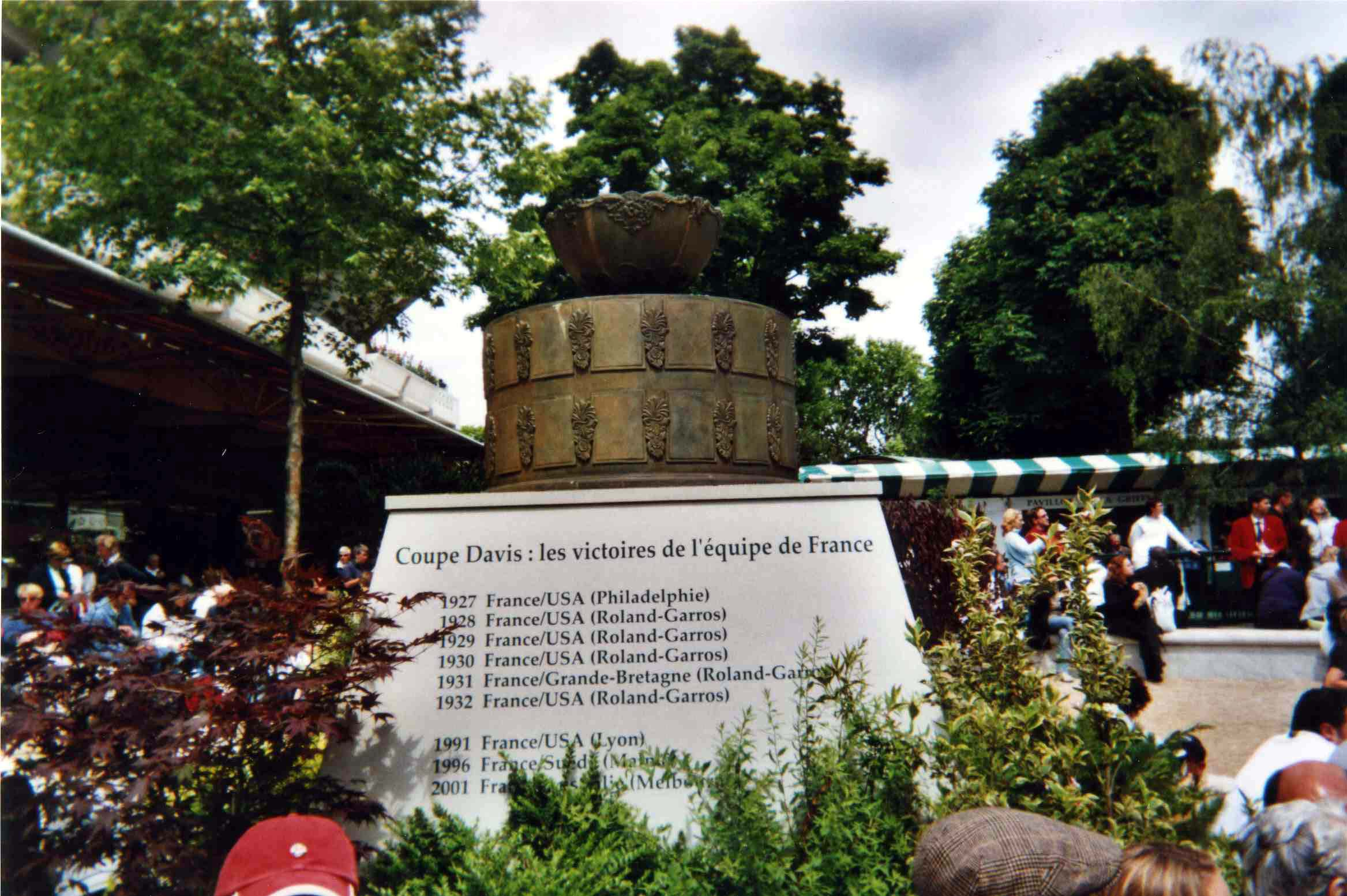
Plastika Davisova poháru na Náměstí mušketýrů v areálu Stade Roland-Garros

Historie Davis Cupu, do roku 1946 známého jako  International Lawn Tennis Challenge,  popisuje chronologický vývoj Davis Cupu, mezinárodní tenisové soutěže mužských týmu od vzniku myšlenky v roce 1899 a prvního ročníku v následujícím roku.

## 1900–1971: Formát vyzývacího finále – obhájce hrál jediný zápas
Podle pravidel měl v letech 1900–1971 nejlepší tým daného ročníku právo vyzvat obhájce trofeje, držícího salátovou mísu, ve vyzývacím finále (challenge round). Obhájce tak nastupoval pouze k jedinému mezistátnímu utkání, což jej v soutěži zvýhodňovalo. V rané fázi tento formát praktikovaly turnaje jednotlivců, včetně Wimbledonu a US Championships.

V roce 1923 se uskutečnilo rozdělení soutěže do dvou skupin podle zeměpisných pásem. Vzniklo tak americké pásmo a evropské pásmo. Jejich vítězové hráli mezipásmové finále a vítěz duelu se poté utkal ve vyzývacím finále s obhájcem titulu. Atraktivita tenisu po druhé světové válce rostla, což se projevilo i ve zvýšení účastníků soutěže. Jejich počet se do 50. let dvacátého století zvýšil na třicet, čímž ke dvěma existujícím pásmům přibylo roku 1955 nové, tzv. východní pásmo. V roce 1966 již pohár hrálo čtyřicet šest států, což vedlo k rozdělení evropského pásma na zóny A a B. O rok později následovalo také rozčlenění amerického pásma do dvou zón.

### Počáteční období do první světové války
Myšlenka přátelského mezinárodního týmového střetnutí mezi Spojenými státy a Velkou Británií v tenise vznikla roku 1899 v tenisovém klubu Harvardovy univerzity z iniciativy čtyř členů akademické obce. Americký tenista a politik, tehdy stále student Dwight F. Davis, vytvořil hrací schéma, zakoupil a věnoval putovní cenu. Jednalo se o pozlacenou stříbrnou mísu na salát z bostonského klenotnictví Shreve, Crump & Low, známou jako „salátová mísa“, jejíž cena byla přibližně jeden tisíc dolarů. Záměrem bylo zřídit soutěž družstev všech členů Mezinárodní tenisové federace.

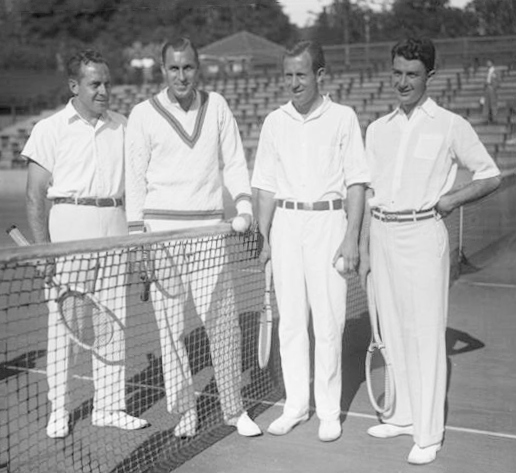
Družstvo Spojených států v červenci 1929, zleva: Francis Hunter, Bill Tilden, Wilmer Allison a John Van Ryn

V roce 1900 byla soutěž založena v severoamerickém Massachusetts pod názvem The International Lawn Tennis Challenge. Do premiérového ročníku hraného v bostonském Longwood Cricket Clubu na počátku srpna nastoupily Spojené státy a Velká Británie bez nejlepších hráčů. Použito bylo herní schéma dvou úvodních dvouher, čtyřhry a dvou závěrečných dvouher, které přetrvalo i do moderní éry. Za americký tým hrál zakladatel soutěže Dwight F. Davis. Spojené státy zvítězily 3:0 na zápasy, když se dva poslední singly nekonaly pro nepřízeň počasí.
V roce 1901 britské družstvo nebylo sestaveno a ročník se neuskutečnil. V navazující sezóně 1902 Britové Američanům těsně podlehli před 10 tisíci diváky 2:3 na zápasy. Ročník 1903 byl posledním, jehož se zúčastnily jen dva celky. Poprvé se v něm prosadila Velká Británie, když bratři Reginald a Laurie Dohertyovi dokázali v Bostonu zvítězit 4:1 na zápasy. Salátová mísa poté setrvala čtyři roky na britských ostrovech.
Protože měl vítěz právo hrát vyzývací finále na vlastní půdě, stala se soutěž přitažlivější pro více evropských tenisových svazů. Odpadla také komplikace nákladného cestování za Atlantský oceán. Britové zvolili za dějiště vyzývacího finále 1904 wimbledonský areál v All England Lawn Tennis and Croquet Clubu. Do ročníku nastoupily vedle britských obhájců i družstva Belgie a Francie, naopak nezúčastnily se Spojené státy. V roce 1905 startovaly Spojené státy, Rakousko, Francie a Australasie, která do roku 1923 sdružovala reprezentace Austrálie a Nového Zélandu. V roce 1907 pak poprvé triumfovala Australasie, když se především díky Normanu Brooksovi probojovala do vyzývacího finále. V něm porazila Velkou Británii. Další čtyři ročníky pak měla salátovou mísu v držení. Ročník 1910 se neodehrál, když žádný celek Australasii nevyzval. Až v sezóně 1912 ji v melbournském finále zdolala Velká Británie.
V předválečné éře nejvyšší počet pěti trofejí vybojovaly celky Velké Británie a Austrálie. Nejvíce účastníků v počtu osmi nastoupilo v ročníku 1913. Během první světové války se soutěž nekonala.

### 20. léta 20. století
Úvodní ročník po přestávce způsobené světovým konfliktem 1919 vyhrála Australasie, když ve vyzývacím finále přehrála Velkou Británii 4:1 na zápasy. Od roku 1920 však nadvládu převzal americký tým, jehož dvě opory „Velký Bill“ Bill Tilden a „Malý Bill“ Bill Johnston dokázaly do roku 1926 vybojovat sedm titulů v řadě, z toho pětkrát finálovým poměrem 5:0 a dvakrát 4:1. Bill Tilden za šest let neztratil ani jeden zápas v singlu, porazit jej dokázal až mladý René Lacoste v roce 1926 za rozhodnutého stavu 4:0 ve prospěch Američanů nad Francií.

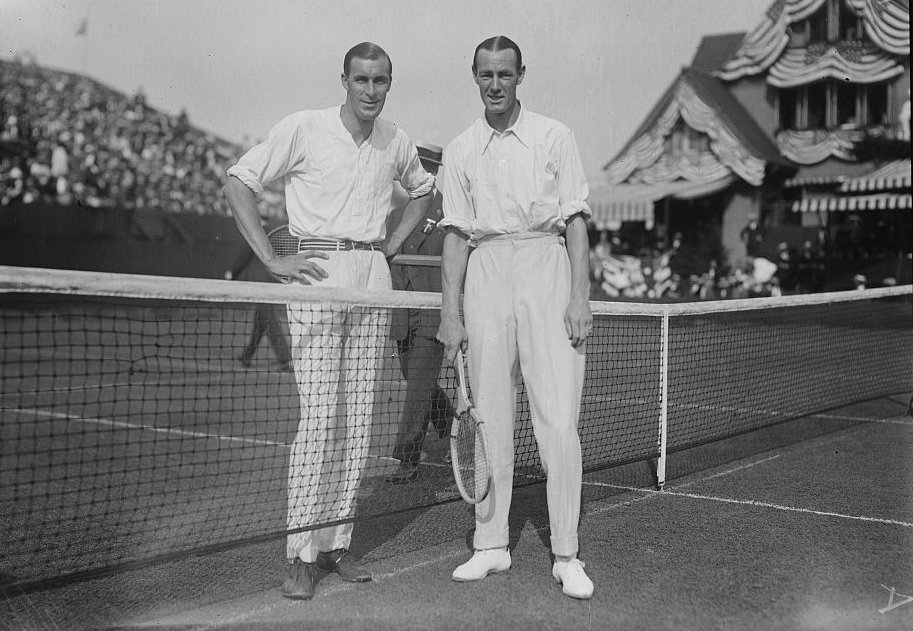
Američan Bill Tilden a Australan James Anderson v newyorském finále 1922. V tomto ročníku naposledy startovala Australasie.

Počet účastníků rostl s vyšší prestiží soutěže. V roce 1920 nastoupilo šest zemí, 1921 jedenáct včetně debutujícího Československa, v ročníku 1923 startovalo sedmnáct zemí, 1924 dvacet dva a roku 1928 již třicet tři družstev.
Od roku 1923 se formovalo silné francouzské mužstvo z tenistů, kteří získali později označení „čtyři mušketýři“. Do premiérového finále Francouzi postoupili v roce 1926 proti Spojeným státům. Ve filadelfském Germantown Cricket Clubu na trávě prohráli. Další ročník 1927 si však z téhož areálu již odvezli salátovou mísu, a to především díky výkonům René Lacosta. Francouzský tým se stal čtvrtou vítěznou zemí Davis Cupu. Nikdo další než Američané, Australané, Britové a Francouzi poté soutěž nevyhrál až do roku 1974. Pro nadcházející pařížské finále 1928 vybudovali francouzští tenisté nový Stade Roland-Garros. Finálový duel se premiérově konal v kontinentální Evropě a na jiném povrchu než trávě, když připraven byl antukový dvorec. To nahrávalo domácímu družstvu, neboť zbylé tři silné celky byly specialisty na trávě. Francie soutěž ovládla šestkrát v řadě mezi lety 1927–1932. Od roku 1929 však bez nejmladšího z mušketýrů Reného Lacosta, jenž ve dvaceti třech letech ukončil sportovní kariéru ze zdravotních důvodů.

### 30. léta 20. století

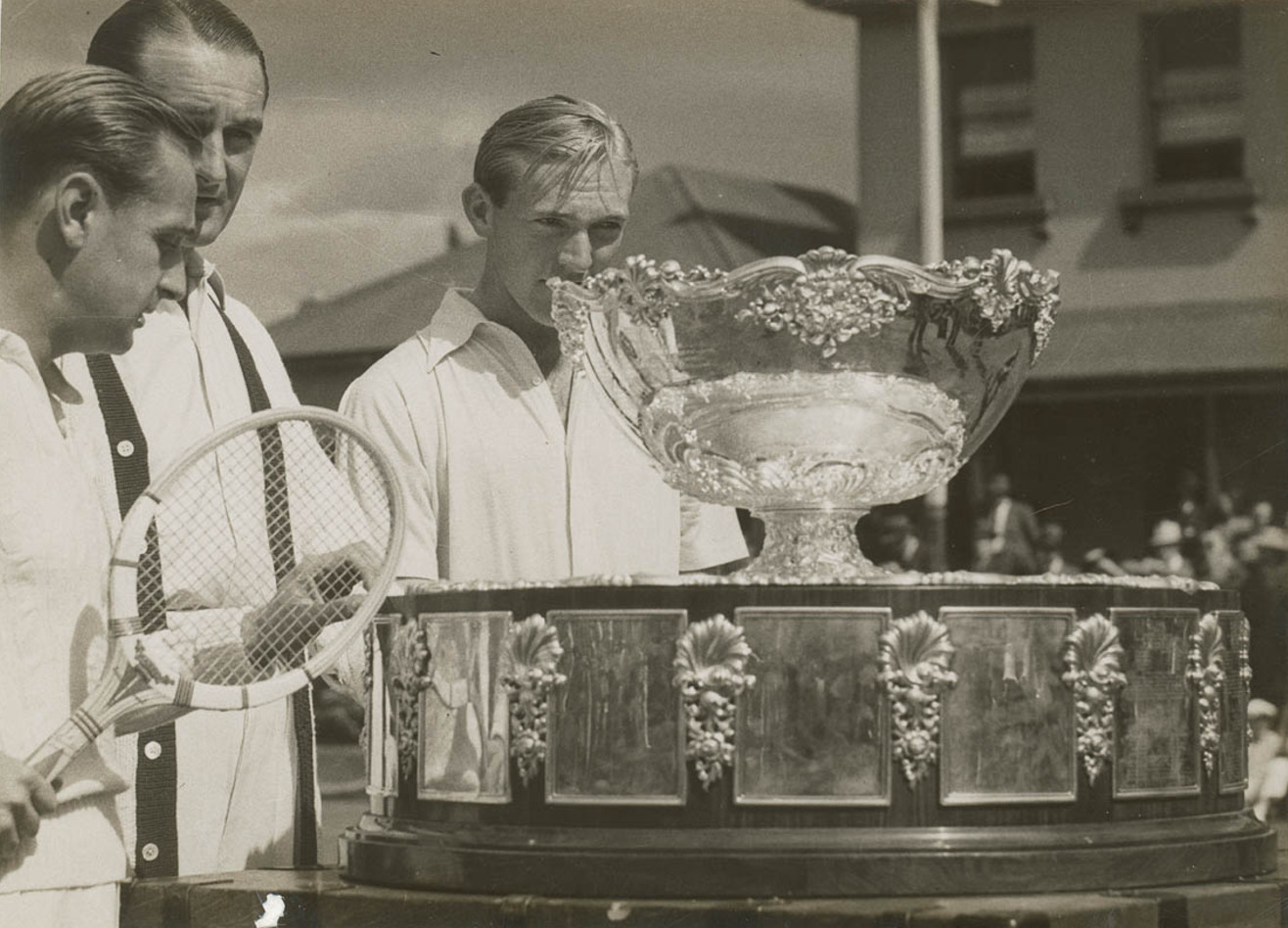
Australané John Bromwich s Adrianem Quistem, kteří odehráli všechny zápasy finále 1939 proti Spojeným státům, v Sydney. Austrálie vyhrála salátovou mísu po 20 letech.

Na počátku třicátých let 20. století se silné družstvo zformovalo ve Velké Británii, jehož kostru tvořili Fred Perry a Bunny Austin. Britové ve vyzývacím finále 1932 na Roland-Garros s francouzskými obhájci ještě prohráli. Ovšem následující rok 1933 již v Paříži dominovali a po dvaceti jedna letech získali salátovou mísu.
Finále se v období 1934–1937 přesunulo na wimbledonský Centre Court, kde britští reprezentanti ovládli tři ročníky v řadě. Roku 1937 však podlehli Američanům zejména díky výkonům Dona Budgeho, jednoho ze dvou držitelů čistého Grand Slamu v historii tenisu. Budge po vzoru Perryho přešel k profesionálům, což nahrálo Austrálii, která v roce 1939 v pensylvánském Haverfordu dobyla po dvaceti letech titul.
O salátovou mísu se pak v době druhé světové války nehrálo (1940–1945). Během obou světových konfliktů měli trofej v držení Australané.

### 1946–1971
S úmrtím Dwighta F. Davise v listopadu 1945 byla soutěž na jeho počest přejmenována a získala název Davisův pohár (Davis Cup). Po druhé světové válce turnaj ovládly Spojené státy americké a Austrálie, když od roku 1946 získaly trofeje v následujících dvaceti osmi letech, až do sezóny 1973. V úvodních čtrnácti letech oba celky dokonce vždy postoupily do finále. V období 1946–1950 triumfovali Američané díky týmu postaveného okolo Teda Schroedera, Jacka Kramera a Harryho Parkera.

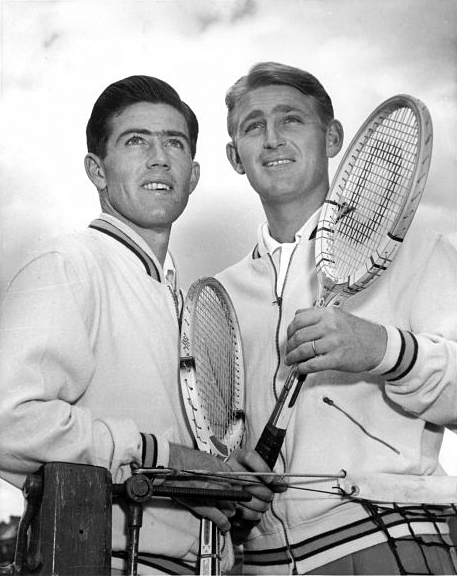
Australané Ken Rosewall a Lew Hoad v sydneyském vyzývacím finále 1954 proti Spojeným státům. Austrálie odešla poražena 2:3 na zápasy.

Roku 1950 se zformovala nadějná australská dvojice Frank Sedgman a Ken McGregor, která položila základ nové australské éře. Dominance Austrálie se projevila v letech 1950–1967, když z osmnácti ročníků jich družstvo vyhrálo patnáct. Během tohoto období australský tým postavil pět různých sestav, v nichž nastoupilo postupně sedm wimbledonských šampionů. Mezi lety 1950–1968 byl trenérem a nehrajícím kapitánem družstva Harry Hopman, bývalý aktivní účastník soutěže. Poté, co Sedgman a McGregor přestoupili k profesionálům, nasadil Hopman v roce 1953 dva nezkušené devatenáctileté tenisty Lew Hoada a Kena Rosewalla, kteří dokázali titul obhájit. Další ročník 1954 salátovou mísu však ztratili s Američany Vicem Seixasem a Tonym Trabertem. Navazující dva roky 1955 a 1956 ovládli vyzývací finále opět Australané bez ztráty setu.
Po odchodu Hoada s Rosewallem k profesionálům je v družstvu vystřídali Ashley Cooper a Malcom Anderson. V sezóně 1959 byl tým obměněn Nealem Fraserem a Rodem Laverem, jenž se stal dvojnásobným držitelem čistého grandslamu. Ovšem v úvodním Laverově finále 1959 prohrál Australan dvouhry s Američany Barrym MacKayem i Alexem Olmedou. Přesto Austrálie uhájila salátovou mísu díky Fraserovi. V dalších ročnících se již Laver stal základním kamenem družstva, když dokázal vyhrát všechna svá utkání. V roce 1963 obhajovali Australané trofej v  novém složení, když vedle Roye Emersona nastupoval devatenáctiletý John Newcombe, v další dekádě trojnásobný šampion Wimbledonu.
Ročník 1963 ovládly Spojené státy. Trofej však neobhájily po finálové porážce 1964 od Australanů, v sestavě se singlisty Royem Emersonem a Fredem Stollem, a Newcombem s Rochem v rolích deblistů. Do roku 1967 získal australský celek čtyři tituly v řadě.
V letech 1960 a 1961 se podařilo italskému družstvu prolomit americko-australskou finálovou nadvládu poté, co dvakrát vyřadilo Spojené státy a v boji o titul vyzvalo Austrálii. Roku 1962 se do závěrečného klání soutěže jedinkrát v historii probojovalo Mexiko. Jeho klíčovými hráči se stali Rafael Osuna a Antonio Palafox. První vyzývací finále v letech 1965 a 1967 odehrálo Španělsko, jehož výkon byl postaven na Manuelu Santanovi. V ročníku 1966 se do finále podívala Indie s dvojicí Rameš Krišnan a Džaidíp Mukerdží.
V období 1968-1973 byla salátová mísa ve vlastnictví Spojených států, jejichž klíčovými hráči se stali Arthur Ashe a Stanley Smith. Od sedmdesátých let 20. století rostl vliv evropských států. Rumunsko s Iliem Năstasem a Ionem Ţiriacem odešlo z finále proti Američanům poraženo v letech 1969 a 1971. Spojené státy dokázaly v závěrečném duelu ročníku 1970 porazit i Spolkovou republiku Německo s Wilhelmem Bungertem v týmu.

## Od 1972: Zrušení vyzývacího finále – z obhájce řadový účastník
V roce 1972 došlo k největší změně pravidel od založení soutěže, když byl zrušen systém vyzývacího finále, v němž hrál obhájce pouze finálový zápas na domácí půdě. V novém formátu se vítěz předchozího ročníku stal řadovým účastníkem. Šampion tak musel projít vyřazovacím systémem z kontinentálního pásma do mezipásmového semifinále. Zápas o titul se pak konal v podobě mezipásmového finále.

### 1972–1980: Pokračující formát regionálních pásem

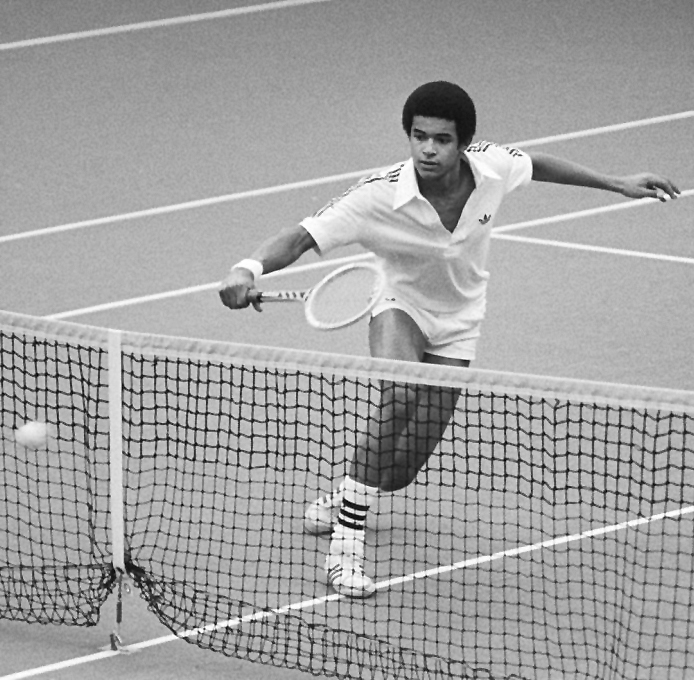
Francouz Yannick Noah v amsterdamském kvalifikačním kole 1979 evropské zóny B proti Nizozemsku, v němž Francie vyhrála 3:2

V roce 1972 se hlavními postavami stali Rumun Ilie Năstase, první světová jednička ATP, a Američan Stan Smith, kteří se utkali ve finále Wimbledonu a týmy dovedli i do finále poháru. Družstvo Spojených států na bukurešťské antuce porazilo Rumunsko 3:2 na zápasy a získalo pátou trofej v řadě. V ročníku 1973 dokázal nový nehrající kapitán Australanů Neale Fraser přesvědčit 35letého Roda Lavera a 29letého Johna Newcomba, aby se vrátili do družstva. Jejich tým dokázal zvítězit v mezipásmovém semifinále nad Československem 4:1. V clevelandském finále pak přehrál Američany se Smithem a Tomem Gormanem 5:0 na zápasy. Poprvé v historii se finálový duel odehrál v hale. Laver tak oplatil pomoc Fraserovi z ročníku 1959, kdy prohrál obě finálové dvouhry a Fraser musel získat zbývající body k salátové míse. Ročník 1973 byl pro Lavera posledním v soutěži.

Během Davis Cupu 1974 došlo k politickému incidentu, když indické družstvo odmítlo odehrát zápas mezipásmového finále proti Jihoafrické republice, kde existoval apartheid. Řídící výbory ITF a Davisova poháru odmítly respektovat mínění světové veřejnosti a rozhodly, že salátovou mísu získají Jihoafričané bez boje. V roce 1975 poprvé vyhrálo švédské družstvo v čele s Borgem, když ve finále porazilo ČSSR a o rok později 1976 si premiérový titul připsala Itálie pod taktovkou nehrajícího kapitána Pietrangeliho ve složení Adriano Panatta, Corrado Barazzutti, Antonio Zugarelli a Paolo Bertolucci. Po dvou ročnících 1975 a 76, kdy Austrálie podlehla v mezipásmovém semifinále ČSSR a Itálii, se opět její tým prosadil roku 1977, kdy Tony Roche, John Alexander a Phil Dent porazili doma na trávě Itálii 3:1. Tím Austrálie vyrovnala v počtu vítězství rekord USA, kdy každá země měla po 24 titulech. V roce 1980 se poprvé stal vítězem soutěže tým Československa, když v Praze porazil Itálii 4:1.

### 1981–2018: Šestnáctičlenná Světová skupina a regionální skupiny
Rok 1981 znamenal další změnu organizace soutěže. Od tohoto ročníku se jednotlivé týmy rozdělily do výkonnostních tříd. V hlavní bezpásmové soutěži, která nesla název Světová skupina, hrálo 16 nejlepších zemí vylučovacím způsobem dle vylosování a nasazení bez ohledu na geografickou polohu (nejlepších 8 družstev minulého ročníku bylo nasazeno). Ve druhé výkonnostní třídě došlo k rozdělení týmů do 4 skupin na základě zeměpisných pásem. Vítězové skupin postoupili do bezpásmové soutěže, kdežto čtyři nejslabší sestoupili níže.
Utkání dvou týmů se odehrávalo obvykle ve třech za sebou jdoucích dnech (pátek, sobota, neděle). Kapitán do utkání nominoval čtyři hráče a den před začátkem zápasu se rozlosovalo pořadí a obsazení zápasů. První den se uskutečnily 2 zápasy jednotlivců (singly), druhý den 1 zápas ve čtyřhře (debl) a třetí den opět 2 singly (v opačném obsazení než první den). Ve druhém a třetím dnu měl však kapitán právo měnit v den utkání obsazení zápasů. Duely se hrály na 3 vítězné sety, což se ovšem nemuselo dodržet třetí den, pokud bylo již utkání jako celek rozhodnuté (podle dohody bylo potom možné hrát pouze na 2 vítězné sety). Utkání jako celek vyhrál tým, který získal alespoň 3 body.

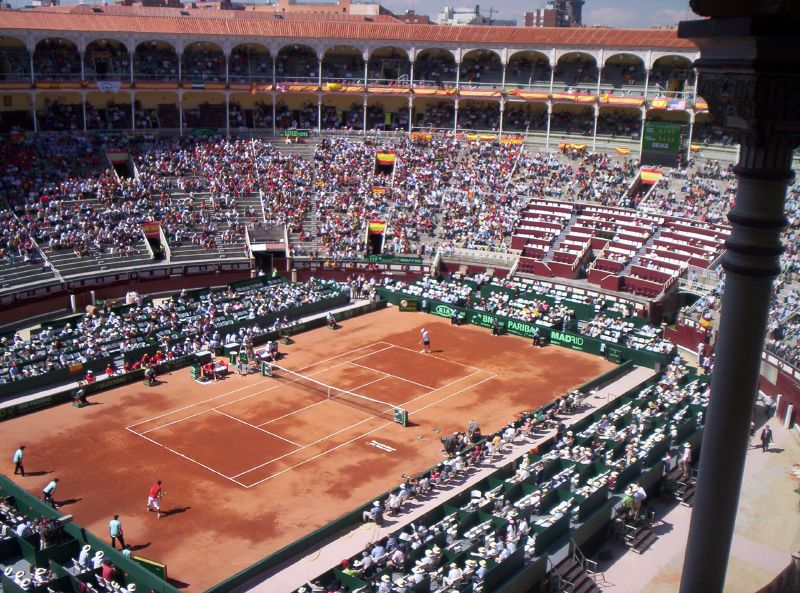
Úvodní dvouhra madridského semifinále Davis Cupu 2008, v níž Španěl Rafael Nadal porazil Američana Sama Querreyho

Roku 1993 přesáhl počet zemí hrajících soutěž 100 účastníků. V roce 1996 poprvé o držiteli salátové mísy rozhodl až rozhodující 5. set posledního 5. zápasu, ve kterém Arnaud Boetsch porazil Nicklase Kultiho 10:8 a Francie zvítězila nad Švédskem 3:2 na zápasy. V roce 2000 se poprvé radovalo družstvo Španělska, které se stalo 10. vítěznou zemí. Roku 2005 se do finále probojovalo Slovensko, které v Bratislavě podlehlo Chorvatsku 2:3. Pro Chorvatsko to byl historicky první titul. Rok nato získalo podruhé Davis Cup Rusko. Roku 2007 vyhráli tenisté USA a od roku 2008 začala hegemonie Španělska. Španělští tenisté zvítězili v roce 2008, 2009 a 2011. Jejich nadvládu narušilo v roce 2010 Srbsko, které v Bělehradě získalo svůj první titul po vítězství 3:2 nad Francií . V roce 2012 převzala od Španělů pomyslnou štafetu Česká republika, která je porazila ve finále v Praze po dramatickém boji 3:2. O rok později Češi pohár obhájili, když ve finále zdolali v Bělehradě domácí Srby 3:2 na zápasy. Česko se tak stalo pátou zemí od zavedení světové skupiny v roce 1981, které se podařilo Davis Cup obhájit (po USA, Švédsku, Západním Německu a Španělsku).
O celkové vítězství se v letech 1981–2018 bojovalo v šestnáctičlenné světové skupině vyřazovacím systémem. K zisku salátové mísy bylo třeba postupně vyhrát čtyři mezistátní zápasy. Existovaly také 3 regionální zóny (americká, euroafrická a asijskooceánská), které byly vnitřně rozčleněny do 4 úrovní. Poražení v 1. kole světové skupiny obhajovali svoji příslušnost k této skupině v baráži proti vítězným týmům z 1. skupin regionálních zón.

#### Herní formát
| Úroveň | Skupiny                  | Skupiny                         | Skupiny                         | Skupiny                        |
| ------ | ------------------------ | ------------------------------- | ------------------------------- | ------------------------------ |
| 1.     | Světová skupina 16 zemí  | Světová skupina 16 zemí         | Světová skupina 16 zemí         | Světová skupina 16 zemí        |
| 2.     | 1. skupina Americké zóny | 1. skupina zóny Evropy a Afriky | 1. skupina zóny Evropy a Afriky | 1. skupina zóny Asie a Oceánie |
| 3.     | 2. skupina Americké zóny | 2. skupina zóny Evropy a Afriky | 2. skupina zóny Evropy a Afriky | 2. skupina zóny Asie a Oceánie |
| 4.     | 3. skupina Americké zóny | 3. skupina zóny Evropy          | 3. skupina zóny Afriky          | 3. skupina zóny Asie a Oceánie |
| 5.     | 4. skupina Americké zóny |                                 |                                 | 4. skupina zóny Asie a Oceánie |

#### Účast týmů podle let ve Světové skupině
Počet ročníků, které týmy odehrály ve světové skupině od jejího zavedení v roce 1981 do roku 2018. Tučně jsou zvýrazněny účastníci světové skupiny pro rok 2018.
- Spojené státy 37
- Česká republika 36
- Francie 36
- Německo 35
- Španělsko 32
- Švédsko 31
- Austrálie 31
- Itálie 27
- Švýcarsko 27
- Rusko 26
- Argentina 25
- Nizozemsko 19
- Rakousko 17
- Belgie 19
- Velká Británie 17
- Chorvatsko 16
- Rumunsko 14
- Indie 13
- Brazílie 13
- Srbsko 11
- Kanada 10
- Izrael 10
- Mexiko 10
- Chile 9
- Dánsko 9
- Nový Zéland 8
- Japonsko 8
- Paraguay 7
- Slovensko 7
- Kazachstán 7
- Ekvádor 5
- Jihoafrická republika 4
- Bělorusko 4
- Zimbabwe 3
- Maroko 3
- Jižní Korea 3
- Maďarsko 3
- Indonésie 2
- Kuba 1
- Irsko 1
- Peru 1
- Polsko 1

Série účastí
- Nejvíce po sobě jdoucích účastí ve světové skupině
  - 25, Československo a Česká republika, 1981–2005
- Nejvíce po sobě jdoucích účastí ve čtvrtfinále světové skupiny
  - 12, Argentina, 2002–2013

#### Systém přidělování bodů (do 2018)
Body týmu v Davis Cupu ve formátu Světové skupiny byly do roku 2018 kumulovány ze čtyř posledních ročníků. Větší váhu měly body získané nověji a naopak váha bodů dosažených dříve se snižovala. V celkové sumě tak měly 100% váhu body získané v posledním, předešlém roce, počítané k datu daného kola. Do součtu pak byly přičteny i body získané před dvěma, třemi a čtyřmi lety k danému datu, a to se sníženou váhou, přičemž platíilo, že váha bodů dosažených před 2 lety byla 75 %, před 3 lety 50 % a před 4 lety 25 % z jejich původní hodnoty.
Body byly přidělovány pouze vítězným týmům daného kola soutěže. Vítězové kol ve světové skupině byli bodováni štědřeji než v kontinentálních zónách, stejně tak i následná kola měla vzestupnou bodovou gradaci. Zvýhodněny byly také týmy, které vyhrály na hřišti soupeře, proti domácím výhrám v téže fázi a úrovni soutěže. Bonusové body náležely družstvům, které porazily výše postaveného soupeře, ale pouze tehdy, jestliže byl soupeř umístěn do 64. místa žebříčku. Vyšší bonus si odvezl vítězný celek z půdy soupeře, než kdyby triumfoval v domácím prostředí. Bonus však nebyl přidělován ve 3. a 4. skupinách kontinentálních zón.
Pokud počet týmů v 1. a 2. skupině zóny Evropy a Afriky překonal 16 účastníků, nebo 8 účastníků v těchto skupinách zóny Asie a Oceánie či Americké zóny, pak bylo týmu za výhru v prvním kole připsáno 200 bodů, za výhru ve druhém kole 400 bodů a za výhru ve třetím kole 600 bodů.
Od roku 2016 nejsou ze zápasů Davisova poháru přidělovány body do žebříčku ATP.
| Skupina           | fáze                             | předešlý rok | předešlý rok | – 2 roky | – 2 roky | – 3 roky | – 3 roky | – 4 roky | – 4 roky |
| Skupina           | fáze                             | venku        | doma         | venku    | doma     | venku    | doma     | venku    | doma     |
| ----------------- | -------------------------------- | ------------ | ------------ | -------- | -------- | -------- | -------- | -------- | -------- |
| Světová skupina   | finále                           | 10 000       | 8 000        | 7 500    | 6 000    | 5 000    | 4 000    | 2 500    | 2 000    |
| Světová skupina   | semifinále                       | 7 500        | 6 000        | 5 625    | 4 500    | 3750     | 3 000    | 1 875    | 1 500    |
| Světová skupina   | čtvrtfinále                      | 5 000        | 4 000        | 3750     | 3 000    | 2 500    | 2 000    | 1 250    | 1 000    |
| Světová skupina   | 1. kolo                          | 2 500        | 2 000        | 1 875    | 1 500    | 1 250    | 1 000    | 625      | 500      |
| Světová skupina   | baráž                            | 1 250        | 1 000        | 937,5    | 750      | 625      | 500      | 312,5    | 250      |
| I. skupina zóny   | 2. kolo                          | 750          | 600          | 562,5    | 450      | 375      | 300      | 187,5    | 150      |
| I. skupina zóny   | 1. kolo                          | 500          | 400          | 375      | 300      | 250      | 200      | 125      | 100      |
| I. skupina zóny   | baráž                            | 400          | 320          | 300      | 240      | 200      | 160      | 100      | 80       |
| II. skupina zóny  | 3. kolo                          | 250          | 200          | 187,5    | 150      | 125      | 100      | 62,5     | 50       |
| II. skupina zóny  | 2. kolo                          | 150          | 120          | 112,5    | 90       | 75       | 60       | 37,5     | 30       |
| II. skupina zóny  | 1. kolo                          | 100          | 80           | 75       | 60       | 50       | 40       | 25       | 20       |
| II. skupina zóny  | baráž                            | 50           | 40           | 37,5     | 30       | 25       | 20       | 12,5     | 10       |
| III. skupina zóny | základní blok a baráž (na výhru) | 5            | 5            | 3,75     | 3,75     | 2,5      | 2,5      | 1,25     | 1,25     |
| IV. skupina zóny  | základní blok a baráž (na výhru) | 2            | 2            | 1,5      | 1,5      | 1        | 1        | 0,5      | 0,5      |

| Žebříček soupeře | bonus | bonus |
| Žebříček soupeře | venku | doma  |
| ---------------- | ----- | ----- |
| 1.–2.            | 125   | 100   |
| 3.–4.            | 112,5 | 90    |
| 5.–8.            | 93,75 | 75    |
| 9.–16.           | 62,5  | 50    |
| 17.–32.          | 50    | 40    |
| 33.–64.          | 31,25 | 25    |

#### Výsledky týmů ve Světové skupině

##### 1981–2000
| Země | 1981 | 1982 | 1983 | 1984 | 1985 | 1986 | 1987 | 1988 | 1989 | 1990 | 1991 | 1992 | 1993 | 1994 | 1995 | 1996 | 1997 | 1998 | 1999 | 2000 |
| --- | ---- | ---- | ---- | ---- | ---- | ---- | ---- | ---- | ---- | ---- | ---- | ---- | ---- | ---- | ---- | ---- | ---- | ---- | ---- | ---- |
| Švédsko | ČF   | ČF   | F    | V    | V    | F    | V    | F    | F    | B    | B    | SF   | SF   | V    | SF   | F    | V    | V    | B    | -    |
| Spojené státy | V    | V    | B    | F    | ČF   | SF   | B    | -    | SF   | V    | F    | V    | B    | SF   | V    | ČF   | F    | SF   | ČF   | SF   |
| Austrálie | SF   | SF   | V    | SF   | SF   | V    | SF   | ČF   | B    | F    | ČF   | ČF   | F    | B    | B    | -    | SF   | B    | V    | F    |
| SRN Německo | B    | B    | -    | B    | F    | B    | B    | V    | V    | ČF   | SF   | B    | V    | SF   | SF   | ČF   | B    | ČF   | B    | ČF   |
| Francie | B    | F    | SF   | ČF   | B    | -    | ČF   | SF   | ČF   | B    | V    | ČF   | ČF   | ČF   | B    | V    | B    | -    | F    | B    |
| Španělsko | -    | B    | -    | -    | B    | B    | SF   | B    | ČF   | B    | ČF   | B    | B    | ČF   | B    | -    | ČF   | SF   | B    | V    |
| Sovětský svaz Rusko                                                                                              | -    | B    | B    | -    | B    | B    | -    | -    | B    | -    | -    | -    | B    | F    | F    | B    | B    | B    | SF   | ČF   |
| Itálie | B    | ČF   | ČF   | ČF   | B    | ČF   | B    | ČF   | B    | ČF   | B    | ČF   | ČF   | B    | ČF   | SF   | SF   | F    | B    | B    |
| Argentina | F    | B    | SF   | ČF   | B    | -    | B    | -    | -    | SF   | ČF   | B    | -    | -    | -    | -    | -    | -    | -    | -    |
| Indie | -    | B    | -    | B    | ČF   | B    | F    | B    | -    | -    | -    | -    | SF   | B    | -    | ČF   | B    | B    | -    | -    |
| Švýcarsko | B    | -    | -    | -    | -    | -    | -    | B    | -    | B    | -    | F    | B    | -    | B    | B    | B    | ČF   | ČF   | B    |
| Československo Česko                                                                                             | ČF   | ČF   | B    | SF   | SF   | SF   | B    | ČF   | ČF   | ČF   | ČF   | ČF   | ČF   | ČF   | B    | SF   | ČF   | B    | B    | ČF   |
| Jugoslávie | -    | -    | -    | B    | B    | ČF   | B    | SF   | SF   | B    | SF   | B    | -    | -    | -    | -    | -    | -    | -    | -    |
| Brazílie | B    | -    | -    | -    | -    | -    | -    | B    | -    | -    | -    | SF   | B    | -    | -    | -    | B    | B    | ČF   | SF   |
| Nový Zéland | ČF   | SF   | ČF   | B    | -    | B    | -    | B    | -    | ČF   | B    | -    | -    | -    | -    | -    | -    | -    | -    | -    |
| Rakousko | -    | -    | -    | -    | -    | -    | -    | -    | ČF   | SF   | B    | -    | B    | B    | ČF   | B    | -    | -    | -    | B    |
| Velká Británie                                                                                                   | SF   | B    | B    | B    | -    | ČF   | B    | -    | -    | -    | -    | B    | -    | -    | -    | -    | -    | -    | B    | B    |
| Belgie | -    | -    | -    | -    | -    | -    | -    | -    | -    | -    | B    | B    | -    | B    | B    | B    | -    | ČF   | SF   | B    |
| Nizozemsko | -    | -    | -    | -    | -    | -    | -    | -    | -    | B    | -    | B    | ČF   | ČF   | ČF   | B    | ČF   | B    | B    | B    |
| Paraguay | -    | -    | ČF   | ČF   | ČF   | B    | ČF   | B    | B    | -    | -    | -    | -    | -    | -    | -    | -    | -    | -    | -    |
| JAR | -    | -    | -    | -    | -    | -    | -    | -    | -    | -    | -    | -    | -    | -    | ČF   | ČF   | ČF   | B    | -    | -    |
| Mexiko | B    | B    | -    | -    | -    | ČF   | ČF   | B    | B    | B    | B    | -    | -    | -    | -    | B    | B    | -    | -    | -    |
| Rumunsko | ČF   | B    | ČF   | B    | -    | -    | -    | -    | -    | -    | -    | -    | -    | -    | -    | -    | B    | -    | -    | -    |
| Slovensko | -    | -    | -    | -    | -    | -    | -    | -    | -    | -    | -    | -    | -    | -    | -    | -    | -    | B    | ČF   | ČF   |
| Dánsko | -    | -    | B    | B    | -    | B    | -    | ČF   | B    | -    | -    | -    | B    | B    | B    | B    | -    | -    | -    | -    |
| Izrael | -    | -    | -    | -    | -    | -    | ČF   | B    | B    | B    | B    | -    | -    | B    | -    | -    | -    | -    | -    | -    |
| Chile | -    | ČF   | B    | -    | B    | -    | -    | -    | -    | -    | -    | -    | -    | -    | -    | -    | -    | -    | -    | -    |
| Ekvádor | -    | -    | -    | B    | ČF   | B    | -    | -    | -    | -    | -    | -    | -    | -    | -    | -    | -    | -    | -    | -    |
| Zimbabwe | -    | -    | -    | -    | -    | -    | -    | -    | -    | -    | -    | -    | -    | -    | -    | -    | -    | ČF   | B    | B    |
| Japonsko | B    | -    | -    | -    | B    | -    | -    | -    | -    | -    | -    | -    | -    | -    | -    | -    | -    | -    | -    | -    |
| Jižní Korea | B    | -    | -    | -    | -    | -    | B    | -    | -    | -    | -    | -    | -    | -    | -    | -    | -    | -    | -    | -    |
| Indonésie | -    | -    | B    | -    | -    | -    | -    | -    | B    | -    | -    | -    | -    | -    | -    | -    | -    | -    | -    | -    |
| Kanada | -    | -    | -    | -    | -    | -    | -    | -    | -    | -    | B    | B    | -    | -    | -    | -    | -    | -    | -    | -    |
| Maďarsko | -    | -    | -    | -    | -    | -    | -    | -    | -    | -    | -    | -    | -    | B    | -    | B    | -    | -    | -    | -    |
| Irsko | -    | -    | B    | -    | -    | -    | -    | -    | -    | -    | -    | -    | -    | -    | -    | -    | -    | -    | -    | -    |
| Kuba | -    | -    | -    | -    | -    | -    | -    | -    | -    | -    | -    | -    | B    | -    | -    | -    | -    | -    | -    | -    |
| Chorvatsko | -    | -    | -    | -    | -    | -    | -    | -    | -    | -    | -    | -    | -    | -    | B    | -    | -    | -    | -    | -    |
| Země | 1981 | 1982 | 1983 | 1984 | 1985 | 1986 | 1987 | 1988 | 1989 | 1990 | 1991 | 1992 | 1993 | 1994 | 1995 | 1996 | 1997 | 1998 | 1999 | 2000 |
| V = vítěz, F = finále, SF = semifinále, ČF = čtvrtfinále, B = baráž, tučné písmo znamená účast v příštím ročníku |      |      |      |      |      |      |      |      |      |      |      |      |      |      |      |      |      |      |      |      |

##### 2001–2018
| Španělsko | B    | ČF   | F    | V    | B    | B    | ČF   | V    | V    | ČF   | V    | F    | B    | B    | -    | -    | ČF   |
| Rusko | ČF   | V    | ČF   | B    | SF   | V    | F    | SF   | ČF   | ČF   | B    | B    | -    | -    | -    | -    |      |
| Česko | B    | ČF   | B    | B    | B    | -    | B    | ČF   | F    | SF   | B    | V    | V    | SF   | B    | ČF   | B    |
| Francie | V    | F    | ČF   | SF   | ČF   | ČF   | ČF   | ČF   | B    | F    | SF   | ČF   | ČF   | F    | ČF   | SF   |      |
| Argentina | -    | SF   | SF   | ČF   | SF   | F    | ČF   | F    | ČF   | SF   | F    | SF   | SF   | B    | SF   | V    |      |
| Spojené státy | B    | SF   | B    | F    | B    | SF   | V    | SF   | ČF   | B    | ČF   | SF   | ČF   | B    | B    | ČF   | ČF   |
| Srbsko | -    | -    | -    | -    | -    | -    | -    | B    | B    | V    | SF   | ČF   | F    | B    | ČF   | ČF   |      |
| Austrálie | F    | B    | V    | B    | ČF   | SF   | B    | -    | -    | -    | -    | -    | -    | B    | SF   | B    |      |
| Chorvatsko | -    | ČF   | ČF   | B    | V    | ČF   | B    | -    | SF   | ČF   | B    | ČF   | B    | -    | B    | F    |      |
| Švýcarsko | ČF   | B    | SF   | ČF   | B    | B    | B    | -    | B    | B    | -    | B    | B    | V    | B    | B    |      |
| Velká Británie                                                                                                   | -    | B    | B    | -    | -    | -    | -    | B    | -    | -    | -    | -    | -    | ČF   | V    | SF   | ČF   |
| Belgie | B    | -    | B    | -    | -    | -    | ČF   | B    | -    | B    | B    | -    | B    | B    | F    | B    |      |
| Slovensko | B    | B    | -    | -    | F    | B    | -    | -    | -    | -    | -    | -    | -    | -    | -    | -    | -    |
| Švédsko | SF   | ČF   | ČF   | ČF   | B    | B    | SF   | ČF   | B    | B    | ČF   | B    | -    | -    | -    | -    | -    |
| Německo | ČF   | B    | B    | -    | -    | B    | SF   | ČF   | ČF   | B    | ČF   | B    | B    | ČF   | B    | B    |      |
| Nizozemsko | SF   | B    | B    | ČF   | ČF   | B    | -    | -    | B    | -    | -    | -    | -    | B    | -    | -    | B    |
| Itálie | -    | -    | -    | -    | -    | -    | -    | -    | -    | -    | -    | B    | ČF   | SF   | B    | ČF   | ČF   |
| Bělorusko | -    | -    | -    | SF   | B    | ČF   | B    | -    | -    | -    | -    | -    | -    | -    | -    | -    | -    |
| Kanada | -    | -    | -    | B    | -    | -    | -    | -    | -    | -    | -    | B    | SF   | B    | ČF   | B    |      |
| Izrael | -    | -    | -    | -    | -    | -    | -    | B    | SF   | B    | -    | -    | B    | -    | -    | -    | -    |
| Kazachstán | -    | -    | -    | -    | -    | -    | -    | -    | -    | -    | ČF   | B    | ČF   | ČF   | ČF   | B    | -    |
| Chile | -    | -    | -    | -    | B    | ČF   | B    | -    | B    | ČF   | B    | -    | -    | -    | -    | -    | -    |
| Rumunsko | B    | -    | B    | B    | ČF   | B    | B    | B    | B    | -    | B    | -    | -    | -    | -    | -    | -    |
| Rakousko | -    | -    | -    | B    | B    | B    | B    | B    | B    | -    | B    | ČF   | B    | -    | -    | -    | -    |
| Brazílie | ČF   | B    | B    | -    | -    | -    | -    | -    | -    | -    | -    | -    | B    | -    | B    | -    | -    |
| Japonsko | -    | -    | -    | -    | -    | -    | -    | -    | -    | -    | -    | B    | -    | ČF   | B    | B    |      |
| Maroko | B    | B    | -    | B    | -    | -    | -    | -    | -    | -    | -    | -    | -    | -    | -    | -    | -    |
| Ekvádor | B    | -    | -    | -    | -    | -    | -    | -    | -    | B    | -    | -    | -    | -    | -    | -    | -    |
| Indie | -    | -    | -    | -    | -    | -    | -    | -    | -    | B    | B    | -    | -    | -    | -    | -    | -    |
| Jižní Korea | -    | -    | -    | -    | -    | -    | -    | B    | -    | -    | -    | -    | -    | -    | -    | -    | -    |
| Peru | -    | -    | -    | -    | -    | -    | -    | B    | -    | -    | -    | -    | -    | -    | -    | -    | -    |
| Polsko | -    | -    | -    | -    | -    | -    | -    | -    | -    | -    | -    | -    | -    | -    | -    | B    | -    |
| Země | 2001 | 2002 | 2003 | 2004 | 2005 | 2006 | 2007 | 2008 | 2009 | 2010 | 2011 | 2012 | 2013 | 2014 | 2015 | 2016 | 2017 |
| V = vítěz, F = finále, SF = semifinále, ČF = čtvrtfinále, B = baráž, tučné písmo znamená účast v příštím ročníku |      |      |      |      |      |      |      |      |      |      |      |      |      |      |      |      |      |

### Od 2019: Finálový turnaj, kvalifikační kolo a dvě světové skupiny
Na srpnovém zasedání 2017 řídící organizace Mezinárodní tenisové federace (ITF) v Ho Či Minově Městě došlo k návrhu revolučních změn, které nebyly souhrnně přijaty. Přesto bylo rozhodnuto o testování některých změn v Davisově poháru 2018 s cílem zatraktivnění soutěže. Od roku 2018 tak byl zaveden nový herní formát pro první a druhé skupiny kontinentálních zón, které začaly probíhat jen v pátek a sobotu s utkáními zkrácenými na dvě vítězné sady. Týmy může tvořit pět namísto čtyř tenistů. Při rozhodnutí duelu ve čtvrté dvouhře, se již nehraje pátý singl, a pokud již o vítězi rozhodla sobotní čtyřhra, konala se v neděli pouze jedna dvouhra.
V důsledku přijaté reformy Davis Cupu v srpnu 2018 na zasedání ITF v Orlandu se v daném roce uskutečnil poslední ročník Světové skupiny s šestnácti členy a vyřazovacím systémem již od osmifinálové fáze. Mezistátní utkání se naposledy hrála ve třech dnech, na tři vítězné sety a v domácím prostředí jednoho z dvojice soupeřů. Proti změně formátu prosazované vedením ITF v čele prezidentem Davidem Haggertym se postavily některé velké tenisové svazy v Evropě, včetně Německa, Velké Británie a České republiky, rovněž tak Austrálie. Předmětem kritiky se stalo zejména přerušení 118leté tradice formátu soutěže. Podporu reformě naopak vyjádřily Spojené státy či Francie. Návrh obdržel nutnou dvoutřetinovou většinu, s podílem 71,4 % hlasujících.
V roce 2019 byl zaveden jednotýdenní finálový turnaj s 18 účastníky na neutrální půdě. Mezistátní utkání hrané v jediném dni zahrnulo dvě dvouhry a čzávěrečnou tyřhru na dvě vítězné sady. Do finálového turnaje se automaticky kvalifikovali semifinalisté z předchozího ročníku, dva výběry získaly divokou kartu a zbylých dvanáct celků postoupilo z kvalifikačního kola. To mělo charakter mezistátního duelu do tří vítězných bodů ve dvou hracích dnech, s celkovou účastí dvaceti čtyř týmů, které vytvořily dvojice. Kvalifikační kolo probíhalo během března a poražení sestoupili do zářijové 1. světové skupiny daného ročníku.
V letech 2019 a 2021 se listopadové finále konalo ve formátu šesti tříčlenných skupin, z nichž vítězové a dva nejlepší týmy z druhých míst (dle nejvyššího poměru utkání, případně setů a her) postoupili do čtvrtfinále hraného vyřazovacím systémem. V roce 2022 byl počet finalistů zredukován na šestnáct (12 z kvalifikačního kola, 2 finalisté předchozího ročníku, 2 divoké karty). Čtyři města získala zářijové pořadatelství čtyř finálových skupin ve formátu každý s každým. První dva celky z každé skupiny postupovaly do listopadové vyřazovací fáze, probíhající od čtvrtfinále v jediném dějišti.
V roce 2020 došlo ke změně charakteru 1. a 2. skupin tří kontinentální zón, které byly v zářijovém termínu globalizovány do 1. a 2. světové skupiny, s předcházejícími dvěma barážemi. V každé světové skupině i baráží se konají vzájemné duely do tří vítězných bodů ve dvou dnech, se čtyřmi dvouhrami a čtyřhrou jako třetím utkáním v pořadí. Kontinentální zóny 3. a 4. skupin byly zachovány ve formátu jednotýdenních základních bloků a barážové nástavby o konečné umístění, s dvěma dvouhrami a jednou čtyřhrou, do dvou vítězných bodů. V roce 2023 byla zavedena 5. skupina zón.
Reformu herního formátu zastřešila investiční skupina Kosmos, v čele se španělským fotbalistou Gerardem Piquém. Během 25 let Kosmos naplánoval do soutěže investovat tři miliardy dolarů. Konkurenční Asociace tenisových profesionálů (ATP) na změny reagovala založením týmového ATP Cupu a od roku 2023 United Cupu. V lednu 2023 však po nenaplnění očekávání z nového formátu soutěže, oznámila Mezinárodní tenisová federace ukončení spolupráce se skupinou Kosmos a opětovné převzetí správy nad Davisovým pohárem. V ročníku 2025 byla skupinová fázi finále nahrazena 2. kvalifikačním kolem se vzájemnými duely dvojic. Do druhé kvalifikace postupují vítězné týmy z 1. kvalifikačního kola. Sedm vítězů 2. kola kvalifikace má zajištěnu účast v listopadovém finále pro osm výběru, tzv. Final 8. Osmé finálové místo připadlo hostitelské zemi.
Davis Cup 2021 byl v důsledku koronavirové pandemie rozložen do dvou kalendářních let 2020 a 2021. Původně měl být dohrán v listopadu 2020. Po přerušení tenisové sezóny v březnu 2020 se již v daném roce neuskutečnil žádný daviscupový zápas. O rok odložený finálový turnaj se tak konal v Innsbrucku, Madridu a Turíně až v listopadu a prosinci 2021. Vítězné Rusko hrálo pod neutrálním statusem v důsledku aféry státem řízeného dopingu, oficiálně pod hlavičkou Ruské tenisové federace bez užití vlajky, hymny a názvu Ruská federace. V roce 2022 pak ruský tým nemohl trofej obhajovat, když byl po únorovém zahájení ruské invaze na Ukrajinu v březnu téhož roku vyloučen ze soutěže spolu s Běloruskem. Zákaz startu Rusů a Bělorusů trval i v letech 2023, 2024 a 2025.
| Formát Davisu Cupu 2020–2024 | Formát Davisu Cupu 2020–2024 | Formát Davisu Cupu 2020–2024 | Formát Davisu Cupu 2020–2024 | Formát Davisu Cupu 2020–2024 | Formát Davisu Cupu 2020–2024 | Formát Davisu Cupu 2020–2024 | Formát Davisu Cupu 2020–2024 | Formát Davisu Cupu 2020–2024 | Formát Davisu Cupu 2020–2024 | Formát Davisu Cupu 2020–2024 | Formát Davisu Cupu 2020–2024 |
| Březen                       | Březen                       | Březen                       | Březen                       | Září                         | Září                         | Září                         | Září                         | Listopad                     | Listopad                     | Listopad                     | Listopad                     |
| ---------------------------- | ---------------------------- | ---------------------------- | ---------------------------- | ---------------------------- | ---------------------------- | ---------------------------- | ---------------------------- | ---------------------------- | ---------------------------- | ---------------------------- | ---------------------------- |
|                              |                              |                              |                              | Finále – skupiny             | Finále – skupiny             | Finále – skupiny             | Finále – skupiny             | Finále – K.O. systém         | Finále – K.O. systém         | Finále – K.O. systém         | Finále – K.O. systém         |
| 12 vítězů                    | 12 vítězů                    | 16 týmů                      | 5 dní                        | 4 skupiny                    | 2 dvouhry 1 čtyřhra          | 8 týmů                       | 5 dní                        | vyřazovací fáze              | 2 dvouhry 1 čtyřhra          |                              |                              |
| Kvalifikační kolo            |                              |                              |                              |                              |                              |                              |                              |                              |                              |                              |                              |
|                              |                              |                              |                              |                              |                              |                              |                              |                              |                              |                              |                              |
| 24 týmů                      | 2 dny                        | 12 zápasů doma/venku         | 4 dvouhry 1 čtyřhra          |                              |                              |                              |                              |                              |                              |                              |                              |
|                              | 12 poražených                | 12 poražených                | šipka                        | 1. světová skupina           | 1. světová skupina           | 1. světová skupina           | 1. světová skupina           |                              |                              |                              |                              |
|                              | 12 vítězů                    | 12 vítězů                    | šipka                        | 24 týmů                      | 2 dny                        | 12 zápasů doma/venku         | 4 dvouhry 1 čtyřhra          |                              |                              |                              |                              |
| Baráž 1. světové skupiny     |                              |                              |                              |                              |                              |                              |                              |                              |                              |                              |                              |
| 24 týmů                      | 2 dny                        | 12 zápasů doma/venku         | 4 dvouhry 1 čtyřhra          |                              |                              |                              |                              |                              |                              |                              |                              |
|                              | 12 poražených                | 12 poražených                | šipka                        | 2. světová skupina           | 2. světová skupina           | 2. světová skupina           | 2. světová skupina           |                              |                              |                              |                              |
|                              | 12 vítězů                    | 12 vítězů                    | šipka                        | 24 týmů                      | 2 dny                        | 12 zápasů doma/venku         | 4 dvouhry 1 čtyřhra          |                              |                              |                              |                              |
| Baráž 2. světové skupiny     |                              |                              |                              |                              |                              |                              |                              |                              |                              |                              |                              |
| 24 týmů                      | 2 dny                        | 12 zápasů doma/venku         | 4 dvouhry 1 čtyřhra          |                              |                              |                              |                              |                              |                              |                              |                              |
| 12 poražených                | 12 poražených                | III. skupina                 | III. skupina                 | III. skupina                 | III. skupina                 | III. skupina                 | III. skupina                 |                              |                              |                              |                              |
|                              |                              | základní bloky               | základní bloky               | 7 dní                        | baráž o umístění             | baráž o umístění             | 2 dvouhry 1 čtyřhra          |                              |                              |                              |                              |
| Afrika                       | Amerika                      | Amerika                      | Asie a Oceánie               | Asie a Oceánie               | Evropa                       |                              |                              |                              |                              |                              |                              |
| IV. skupina                  |                              |                              |                              |                              |                              |                              |                              |                              |                              |                              |                              |
| základní bloky               | základní bloky               | 7 dní                        | baráž o umístění             | baráž o umístění             | 2 dvouhry 1 čtyřhra          |                              |                              |                              |                              |                              |                              |
| Afrika                       | Afrika                       | Asie a Oceánie               | Asie a Oceánie               | Asie a Oceánie               | Evropa                       |                              |                              |                              |                              |                              |                              |
| V. skupina (od 2023)         |                              |                              |                              |                              |                              |                              |                              |                              |                              |                              |                              |
| základní bloky               | základní bloky               | 7 dní                        | baráž o umístění             | baráž o umístění             | 2 dvouhry 1 čtyřhra          |                              |                              |                              |                              |                              |                              |
| Afrika                       | Afrika                       | Asie a Oceánie               | Asie a Oceánie               | Asie a Oceánie               | Asie a Oceánie               |                              |                              |                              |                              |                              |                              |
| červen / červenec / září     |                              |                              |                              |                              |                              |                              |                              |                              |                              |                              |                              |

## Statistiky

### Historické rekordy
- Nejvíce titulů jako hráč
  - Roy Emerson, Austrálie; 8 titulů (1959, 1960, 1961, 1962, 1964, 1965, 1966, 1967)
- Nejvíce titulů jako kapitán
  - Harry Hopman, Austrálie; 16 titulů (1939, 1950, 1951, 1952, 1953, 1955, 1956, 1957, 1959, 1960, 1961, 1962, 1964, 1965, 1966, 1967)
- Nejstarší hráč
  - Vittorio Pellandra, San Marino; 66 let, 104 dní; zápas 11. května 2007[39]
- Nejstarší hráč ve finále
  - Norman Brookes, Austrálie, 43 let, 48 dní; 1920: USA – Austrálie 5:0
- Nejmladší hráč
  - Marco De Rossi, San Marino, 13 let, 319 dní; zápas 12. května 2011 (v současnosti je povolená nejnižší věková hranice 14 let.)[39]
- Nejmladší hráč ve finále
  - John Alexander, Austrálie, 17 let, 177 dní; 1968: USA – Austrálie 4:1
- Nejvíce odehraných ročníků
  - Leander Paes, Indie, 28 ročníků (1990–2018)[39]
- Nejvíce zápasů
  - Nicola Pietrangeli, Itálie, 164 utkání (1954–1972)
- Nejvíce vítězství
  - Nicola Pietrangeli, Itálie, 120 utkání[39]
    - Nejvíce vítězství ve dvouhře
      - Nicola Pietrangeli, Itálie, 78 utkání[39]

    - Nejvíce vítězství ve čtyřhře
      - Leander Paes, Indie, 43 utkání[39]
- Nejdelší zápas
  - Tomáš Berdych / Lukáš Rosol (CZE) vs. Marco Chiudinelli / Stanislas Wawrinka (SUI), 6–4, 5–7, 6–4, 63–7, 24–22
1. kolo Světové skupiny 2013, 7:02 hodin[40][41]
- Nejvíce titulů v řadě
  - Celkově: 7, USA, 1920–1926
  - Po období tzv. vyzývacího finále: 2, USA (1978–1979, 1981–1982), Švédsko  (1984–1985, 1997–1998); Západní Německo (1988–1989); Španělsko (2008–2009), Česká republika (2012–2013)
- Nejvíce po sobě jdoucích finále
  - Celkově: 23, Austrálie (1946–1968)
  - Po období tzv. vyzývacího finále: 7, Švédsko (1983–1989)
- Nejvíce gamů v zápase
  - Celkově: 327, Indie 3–2 Austrálie (1974, finále Východní zóny)
  - Světová skupina (před tiebreakem): 281, Paraguay 3–2 Francie (1985, 1. kolo)
  - Světová skupina (od zavedení tiebreaku): 281, Rumunsko 3–2 Ekvádor (2003, baráž)

### Tiluly v otevřené éře (od 1968)

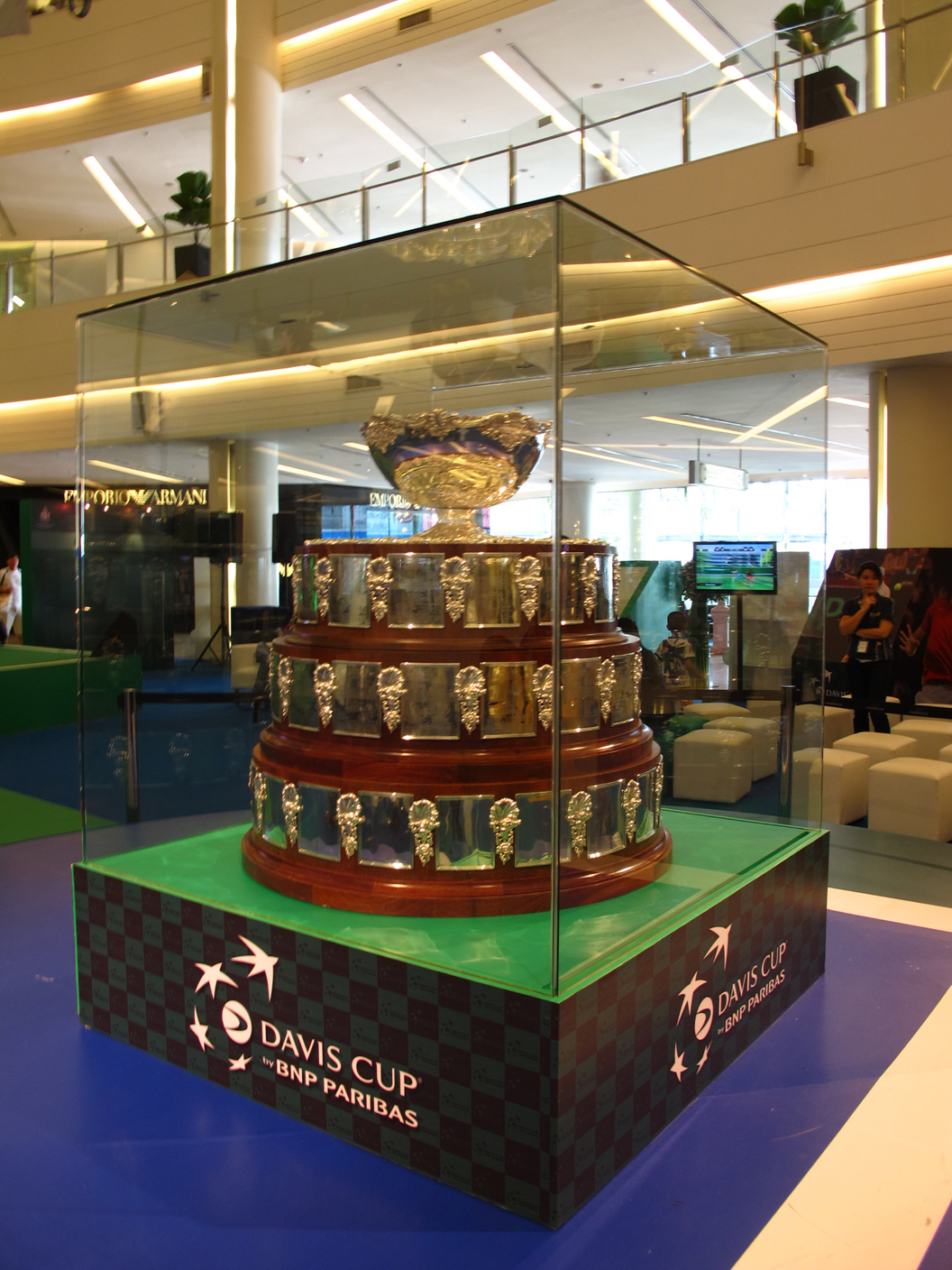
Vystavení Davisova poháru při rozlosování 101. ročníku v thajském Bangkoku, září 2011

| Země           | Tituly | Poprvé | Naposledy |
| Spojené státy  | 13     | 1968   | 2007      |
| Švédsko        | 7      | 1975   | 1998      |
| Austrálie      | 6      | 1973   | 2003      |
| Španělsko      | 6      | 2000   | 2019      |
| Francie        | 4      | 1991   | 2017      |
| Německo        | 3      | 1988   | 1993      |
| Česko          | 3      | 1980   | 2013      |
| Itálie         | 3      | 1976   | 2024      |
| Rusko          | 3      | 2002   | 2021      |
| Chorvatsko     | 2      | 2005   | 2018      |
| Jižní Afrika   | 1      | 1974   | 1974      |
| Srbsko         | 1      | 2010   | 2010      |
| Velká Británie | 1      | 2015   | 2015      |
| Argentina      | 1      | 2016   | 2016      |
| Kanada         | 1      | 2022   | 2022      |